# Ikast Forenede Sportsklubber
Ikast Forenede Sportsklubber (eller Ikast FS, IFS) blev stiftet den 6. december 1935 ved en sammenlægning af Ikast Tennisklub, Ikast Boldklub og Ikast Salonskytteforening. Klubben hører hjemme i den midtjyske by Ikast og spiller hjemme på Ikast Stadion.
Ikast FS rykkede første gang op i 3. division i 1955, og i 2. division to år senere. I 1978 blev det oprykning til den bedste, hvor klubben spillede uafbrudt 13 sæsoner i træk. I 1987 vandt klubben DM-sølv og i 1990 blev det til bronze. Både i 1986, 1989 og 1997 nåede Ikast FS pokalfinalen, men alle tre gange blev det til nederlag. 
Tre gange kvalificerede Ikast FS sig til de europæiske klubturneringer. UEFA Cup i 1988 og 1991, samt Pokalvindernes Europa Cup i 1989. Alle tre gange blev Ikast fS elimineret i første runde.
Ikast fS spillede sine hjemmekampe på Ikast Stadion. Tilskuerrekorden er fra 1983, hvor 12.207 tilskuere så Ikast fS mod Vejle B med Allan Simonsen på holdet.
Efter overbygningen med Herning Fremad 1. juli 1999 spillede FC Midtjylland hjemmekampe på Ikast Stadion indtil det nuværende MCH Arena stod klar i 2004.

## Ekstern kilde/henvisning
- Ikast FS' officielle hjemmeside Arkiveret 19. juni 2005 hos  Wayback Machine
- Ikast - Haslund.info